# Alba Consuelo Flores
Alba Consuelo Flores Ferrufino (Danlí, 30 de noviembre de 1965) es una pedagoga y funcionaria hondureña, fue secretaria de Salud de la República del 27 de diciembre de 2018, bajo la presidencia de Juan Orlando Hernández, al 27 de enero de 2022. Ha sido funcionaria de salud desde 2002.

## Biografía

### Inicios
Flores Ferrufino nació en Danlí del departamento El Paraíso, el 30 de noviembre de 1965 y posteriormente se trasladó a Tegucigalpa, capital del país. Tiene 3 hijos. Se tituló en Ciencias de la Educación con énfasis en Administración Educativa por la Universidad Pedagógica Nacional Francisco Morazán y en Administración de Empresas por la Universidad Nacional Autónoma de Honduras. 
A partir de 2002, comenzó su periplo como funcionaria en la Secretaría de Salud de Honduras, donde ha participado en distintos proyectos de modernización de la gestión hospitalaria en varios centros de salud del país. Se desempeñó como asesora técnica del departamento de hospitales de la Secretaría. Junto al equipo técnico de la ULAT/MSH/USAID trabajó en los procesos de reforma, específicamente en el área de descentralización de los servicios de Salud. En 2014 pasó a ser directora ejecutiva del Hospital de San Lorenzo, primer hospital descentralizado del país. Asimismo, en 2018 integró la Comisión Especial de Transformación del Sistema de Salud (CETSS) y fue nombrada enlace de la Comisión Interventora del Hospital Escuela Universitario.

### Secretaria de Salud (2018-2022)
El 27 de diciembre de 2018, el presidente Juan Orlando Hernández juramentó a Flores Ferrufino como secretaria de Salud, en reemplazo del doctor Octavio Sánchez.
La primera medida que anunció tras asumir su cargo fue darle continuidad al proceso de transformación de la salud pública, que tuvo inicio en 2018 con la creación de la Comisión Especial de Transformación del Sistema de Salud (CETSS). Según expresó:

«Nuestra meta final, como Secretaría de Estado, junto con la Comisión de Salud, será implementar un modelo de atención primaria que nos lleve a mejorar la calidad de atención y, por supuesto, la respuesta oportuna en todas las áreas de la salud de la población».

Entre 2019 y 2020, la Secretaría, bajo dirección de Flores y su equipo de trabajo, afrontó una epidemia de dengue, la cual ha dejó en 2019 un total de 112,708 casos de enfermos registrados y 180 muertes.

#### Pandemia de COVID-19
El 11 de marzo de 2020, Honduras registró sus primeros dos casos de COVID-19: una persona que ingresó por el aeropuerto de Tegucigalpa y otra que entró por el aeropuerto de San Pedro Sula, las ciudades más grandes del país.
La mañana del 1 de abril, Flores Ferrufino y la mexicana Piedad Huerta, representante de la Organización Panamericana de Salud en el país, fueron puestas en cuarentena debido a sospechas de contagio por SARS-CoV-2 (virus causante de la COVID-19), después de que se diera a conocer que una colaboradora cercana a ambas había dado positivo a la enfermedad un día antes. Al día siguiente, el 2 de abril, el Laboratorio Nacional de Virología anunció que ambas pruebas habían tenido un resultados negativos.